# Domenico Fetti
Pour les articles homonymes, voir Fetti.
Domenico Fetti ou Domenico Feti (né à Rome en 1589 et mort en 1623 à Venise) est un peintre italien baroque du début du XVIIe siècle appartenant à l'école vénitienne.

## Biographie
Fetti fut, à Rome, l’élève de Lodovico Cigoli de 1604 à 1613. De 1613 à 1620-1621, il travailla à la cour de Mantoue sous la protection du cardinal, futur duc Ferdinando Gonzaga. C’est là qu’il sera influencé par un ensemble de styles et de peintres, en particulier par Rubens et les Vénitiens du XVIe siècle, qui figuraient dans les collections de son protecteur. Il développera, grâce à cela, un style de peinture très original.
À la suite d'un grave incident avec un noble Mantouan, il déménagera pour Venise en 1621. Là, il travaillera avec Bernardo Strozzi et Johann Liss. Il y fut influencé par Le Caravage et changea de style pour se rapprocher de l’art vénitien, qu’il affectionna.
Ses peintures deviennent plus colorées, plus imagées. Il se consacrera à la réalisation d’œuvres à thème religieux, ainsi que des toiles de petit format qui feront sa renommée, telles que la série des Paraboles, aujourd'hui dispersées entre les galeries de Dresde et de Venise et les Histoires mythologiques conservées à Vienne.
Son pinceau est léger, sa peinture lumineuse et cela évoque un univers poétique qui s’inspire d’une vision née d’une imagination à la fois inquiète et romantique. Cette nouvelle façon de peindre semble être influencée par Rubens ; il améliora toujours ce nouveau style, jusqu’à sa mort vers 1624 et grâce à cela, sera classé comme membre de l’école vénitienne alors qu’il n’y a passé que deux ans.

## Œuvres
- Sainte Marie Madeleine, huile sur toile, musée Granet, Aix-en-Provence ;
- Fille endormie (v.1615), musée des beaux-arts, Budapest ;
- Sainte Marie-Madeleine pénitente (1615), musée des beaux-arts, Boston ;
- L'Empereur Domitien, huile sur toile, 151,1 × 112,5 cm, musée du Louvre, Paris[2] ;
- L'Ange gardien protégeant un enfant de l'empire du démon (1615-1618), toile, 292 × 188 cm, musée du Louvre[3] ;
- Ecce homo (1618), huile sur toile, 136 × 112 cm, musée des Offices, corridor de Vasari, Florence[4] ;
- Adam et Eve au travail (1618-1620), huile sur panneau, 136 × 112 cm, Institut Courtauld, Londres[5] ;
- Parabole de la drachme perdue (1618-1622), Musée Alte Meister, Dresde ;
- La Méditation (v.1618), huile sur toile, 179 × 140 cm, Gallerie dell'Accademia, Venise [6];
- La Paille et la poutre (v. 1619), Metropolitan Museum of Art, New York ;
- La Mélancolie (v.1620), huile sur toile, 171 × 128 cm, musée du Louvre[7] , [8], Paris (version fond nuage) ;
- Archimède (1620), musée Alte Meister, Dresde ;
- Portrait d’un homme tenant une partition (v. 1620), musée Paul Getty, Los Angeles ;
- David (v .1620), 175 × 128 cm, Gallerie dell’Accademia, Venise ;
- Persée délivrant Andromède (v. 1622), panneau de peuplier, 40 × 72 cm, Kunsthistorisches Museum de Vienne[9] ;
- Héro et Léandre (v.1622-1623), huile sur bois, 42 × 96 cm, Kunsthistorisches Museum, Vienne ;
- Parabole du bon Samaritain (v. 1620), Gallerie dell’Accademia, Venise [10];
- Le Songe de Jacob (1623), panneau de peuplier, 60 × 44 cm, Kunsthistorisches Museum de Vienne[9] ;
- Saint Augustin, musée Bernard-d'Agesci, Niort ;
- Saint Grégoire, Palais des beaux-arts de Lille ;
- Multiplication des pains, Cathédrale San Pietro, Mantoue ;
- La Brebis perdue, Dresde.

Attribution
- Jeune fille en train de lire, v. 1620, Gallerie dell’Accademia, Venise[11]

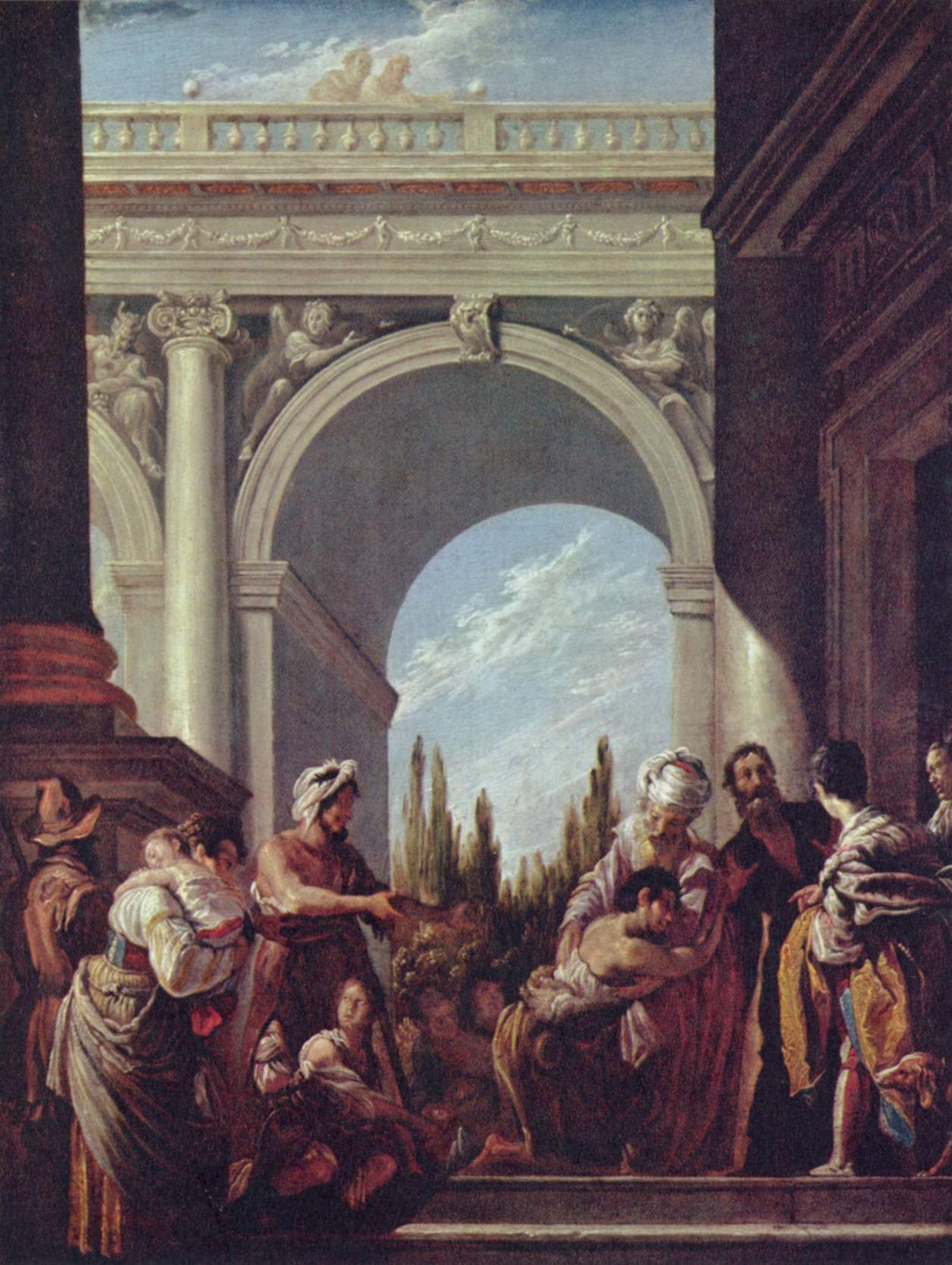
Le retour du fils prodigue (Gemäldegalerie de Dresde)
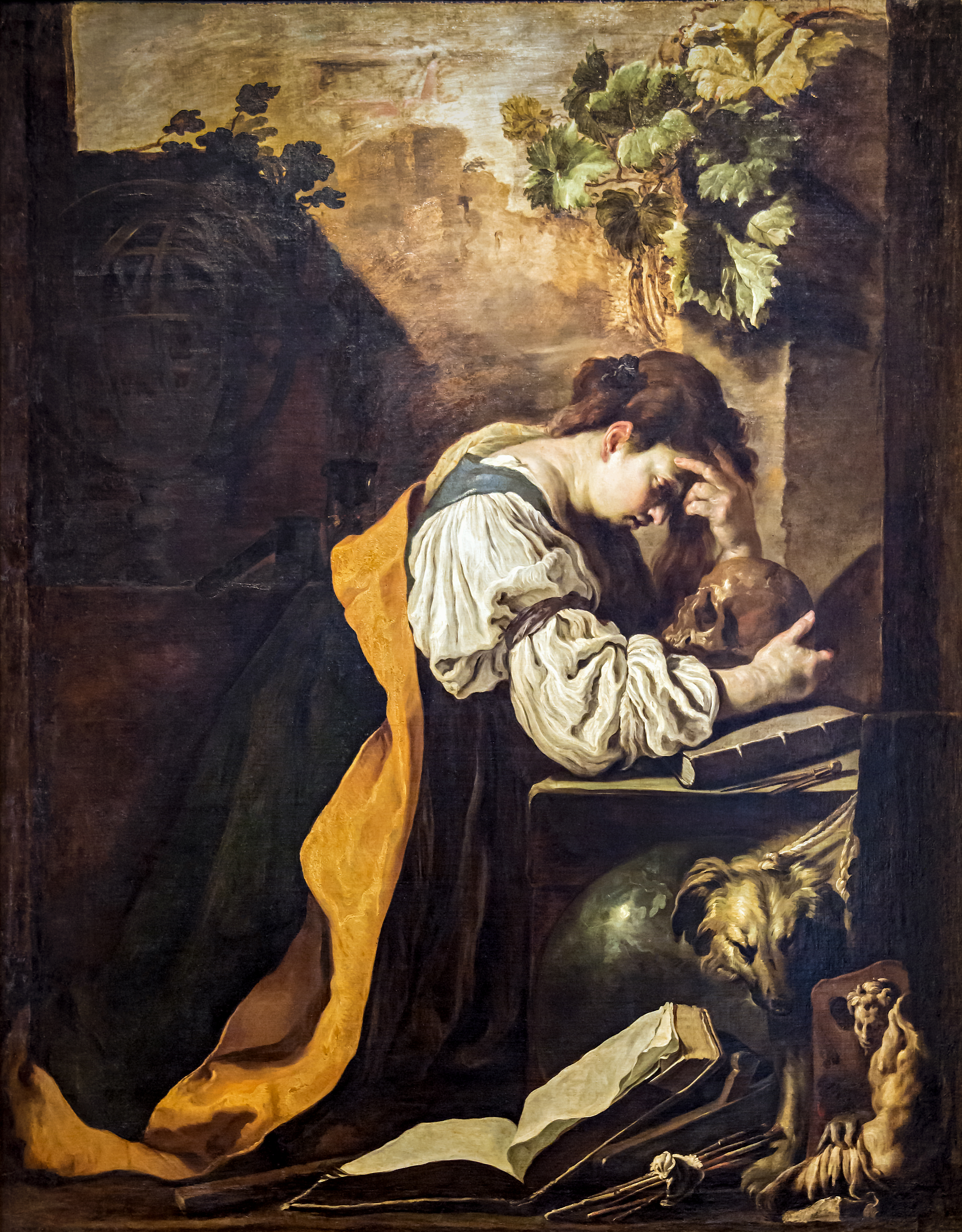
La Méditation (v.1618),  Gallerie dell'Accademia de Venise
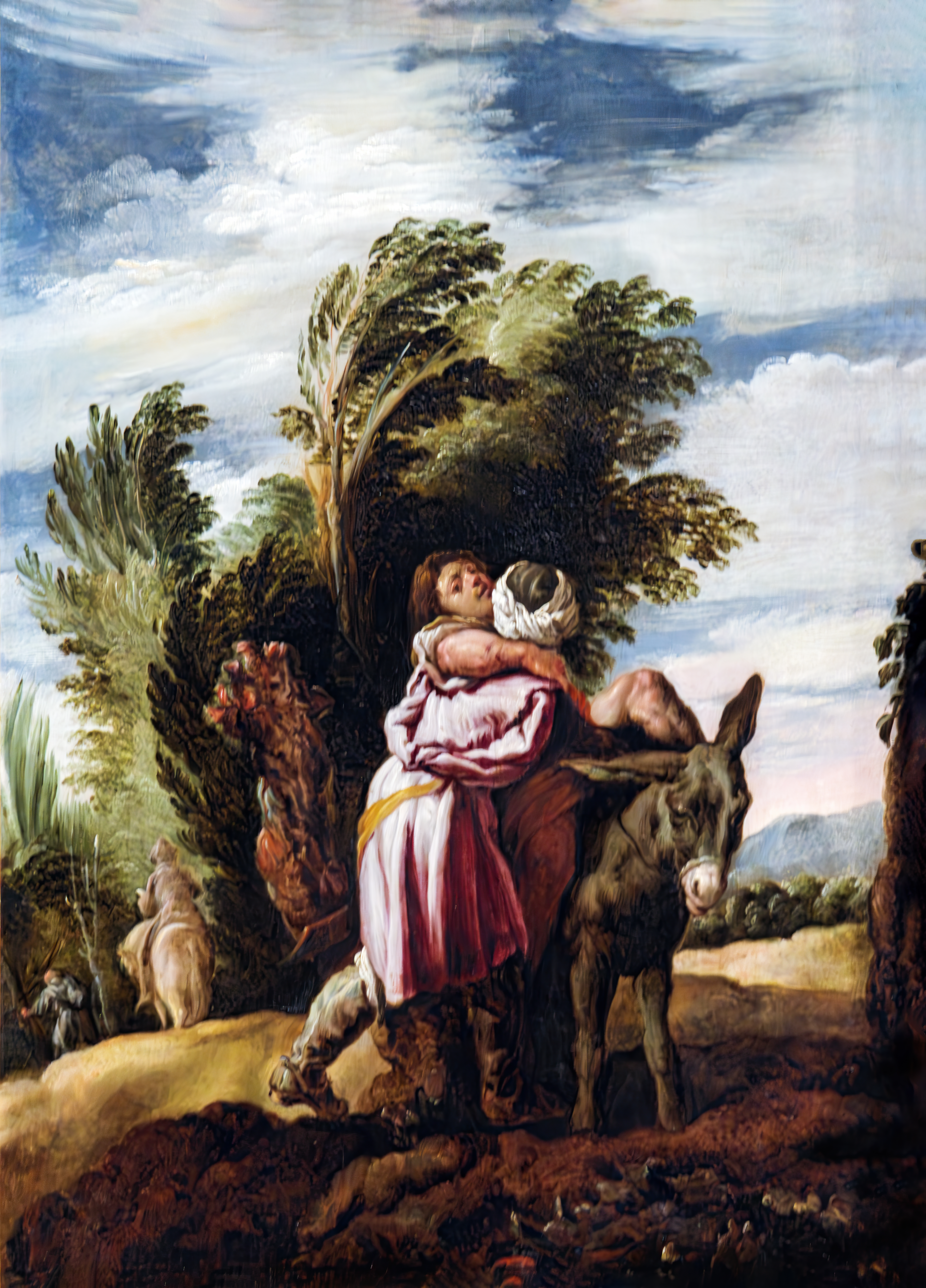
Parabole du bon Samaritain (v. 1620), Gallerie dell'Accademia de Venise